# Akaba (ló)
Akaba (Németország, 2010) pej mén. 2014-ben az „Év galopp lova”.
Háromévesen kis híján elnyerte a dicsőséges „Év lova” címet, és több mint 7 millió forintot keresett futtatóinak. Négyévesen megnyerte többek között a tavasz legnagyobb versenyét, a Millenniumi Díjat. Háromévesen 70,5 hendikepszámmal harmadik helyen állt a háromévesek között. Formája mostanra 78 fölé emelkedett. Keresete 13 457 500 forint, ami ugyan még messze jár a legnagyobb klasszisok keresetétől, de egy még viszonylag keveset futott lóról van szó. Származása révén tenyészménként is remek választás lesz.

## A versenyek mögött

### Származása
Németországban született 2010-ben. Apja Kallisto – Sternkönig fia –, eredményesen versenyzett Nyugat-Európa-szerte hosszútávon, ott volt az Olasz Derby élén. Anyja Anna Desta, akinek származási lapja tele van hosszabb távokon klasszis lovakkal, legkiemelkedőbb ló a származásából az a Northern Dancer, amely Amerikában megnyerte többek között a Kentucky Derbyt és a Preakness Stakest.

### Tulajdonosa
A világ egyik legnagyobb, leghíresebb és legjobb tenyészállomásán, Baden-Badenben került magyar tulajdonba Siklósi Tamás révén, aki remek anyai oldalát látva vásárolta meg. Akaba tehát az ESDE Bt. tulajdonába került, és nagy reményeket éltetett futtatóiban, ez azonban eleinte nem látszott az eredményein. Szerencsére futtatója kitartott mellette és most a legnagyobb magyar versenyeke indulhat.

### Trénerei
Kezdetben a sokszoros bajnok, Kovács Sándor keze alatt dolgozott. Kétévesen nem mutatott semmi átlagon felülit, hároméves bemutatkozására azonban trénere csúcsformába hozta – legalábbis az addigi futásaihoz képest –, majd hasonlóan távolozta a mezőnyt következő versenyén. Ezt követően került a hároméves elitbe, első trénerével nyerte a Nemzeti Díjat és a Magyar St. Legert, valamint egy szerencsétlen verseny után is második lett az Alagi Díjban, illetve harmadik a 91. Magyar Derbyben. Az istálló többi lovával együtt remek évet zárt 2013-ban, ennek ellenére télen trénerváltásra került a sor, így onnantól Hajdi Lajosnak szállította a győzelmeket. Ez nem is túlzás, hiszen első négyéves futására egyből topot futott, majd még magasabb formával megnyerte a Millenniumi és a Kisbér Díjat is, nem is akármilyen stílusban. Bár a Kincsem Díjban megtört veretlenségi sorozata, nagyon szoros második lett, és továbbra is csúcsformában van.

### Lovasai
Akaba az istálló lovasával, Stanislav Georgievvel mutatkozott be egy nyeretlen versenyben, majd ezt a Szent László Díj követte. Mivel az istálló addig veretlen kancája, Szonáta sokkal jobb esélyt képviselt Akabánál, a nem sokat mutató méncsikót ifj. Fejes Lajos lovagolta a nagydíjban, ahol nem okozott kellemes meglepetést. Mivel háromévesen már ő volt az istálló legjobbja, onnantól mindig Stanislav Georgiev vitte versenyben, és ez a mai napig így is van. A zsoké javarészt Akabának köszönheti a 2013-as zsokéchampionátus magabiztos megnyerését.

## Pályafutása

### 2013
Kétévesen nem sokat mutatott, ennek épp az ellentéte volt háromévesen. Először nyeretlenek között 15 hosszas győzelmet aratott, majd 6 hosszal verte versenyt már nyert ellenfeleit következő futamában. Első nagyobb győzelme a Nemzeti Díj volt, ahol a célegyenesben a mezőny végéről zárkózva a falon végül két és fél hosszal nyert. Az Alagi Díjban is ez volt a taktika, de nem talált utat a falon, és sokat kellett kerülgetni a mély pályán, de még így is felért másodiknak. A 91. Magyar Derbyben neki sem volt beleszólása Mayday fantasztikus győzelmébe, testvére, Alcobaca mögött hajrázott harmadik helyre. Pataproblémák miatt három hónapot kihagyott, majd nagy finissel és könnyű győzelemmel tért vissza a Magyar St. Legelben, ahol ott volt a mezőnyben többek között Mayday és a legutóbb hét hosszal nyerő Herodes is. Nem is futott többet a szezonban. Több mint 7 millió forintos nyereményével második lett a pénzkereseti listán, és csak öt ponttal maradt le az „Év lova” címet elnyerő Seperate Opiniontól.

### 2014
A trénerváltás egyértelműen jó hatással volt rá, hiszen egy kisebb homokos futamban verhetetlen volt, és két kilót jött előre tavalyi évzáró formájához képest. Ezt a Millenniumi Díj követte, ahol már szinte biztos volt a szlovák Legionar győzelme, amikor Akaba a surranópályán jött, és megvédte a magyar győzelmet. Ezt két hónap pihenővel értékelte futtatója, majd azonos formát futva a Kisbér Díjat sétálva nyerte, több hosszas előnnyel. Az év szakmai szempontból legnagyobb versenyében, a Kincsem Díjban körülbelül ugyanaz történt meg, mint az „Év lova” pontversenyben 2013-ban. Akaba az élre állt, Seperate Opinion szorosan mögötte futott, végül egy hosszal verte meg. Október 26-án a Lovaregyleti Díj megnyerésével az „Év lova” címet is sikerült elhódítania, kilenc ponttal előzte meg vetélytársát, Seperate Opiniont. 2014-ben a korábbi évnél tíz százalékkal nagyobb pénzdíjat kasszírozhatott.